# Claire L. Evans
Pour les articles homonymes, voir Evans.
Claire L. Evans, née en 1985, est une chanteuse, artiste, journaliste et essayiste américaine. Elle s'intéresse notamment à l'histoire de la présence des femmes sur internet.

## Biographie
Claire L. Evans vit à Garvanza, un quartier de Los Angeles. Son père, informaticien chez Intel, l'initie à la programmation dès son jeune âge.

### Musicienne
Claire L. Evans rejoint en 2008 Jona Bechtolt et Yacht (Young Americans Challenging High Technology), le groupe musical solo que celui-ci anime. Le groupe est d'abord basé à Portland, puis s'installe à Los Angeles. Ils enregistrent notamment les chansons See Mystery Lights, Shangri-La et I Thought the Future Would Be Cooler,,.

### Journaliste et essayiste
En 2013, Claire L. Evans devient rédactrice en chef d'OMNI Reboot, la version en ligne du magazine scientifique OMNI. Elle est rédactrice du site scientifique et technologique du magazine Vice. 
Elle est l'auteure de Broad Band, The Untold story of the women who made the Internet . Dans cet ouvrage, elle s'intéresse à l'histoire d'internet. Elle indique notamment que les premiers informaticiens étaient des femmes, en effet, ce métier a d'abord représenté une extension des activités de dactylographie et de secrétariat traditionnellement dévolues aux femmes. Dans son ouvrage qui s'intéresse aux pionnières de l'informatique, depuis les années 1800 jusqu'aux années 1990, elle souligne l'importance de la mathématicienne Ada Lovelace, de la chercheure en informatique Grace Hopper et de Stacy Horn, créatrice du premier réseau social sur internet.

### Féministe
Claire L. Evans est membre du collectif féministe Deep Lab,.

## Publications
- Broad Band, The Untold story of the women who made the Internet, Penguin, 2018, 288 p. (ISBN 978-0735211759).